# California Golden Seals
A California Golden Seals 1967-ben lett tagja a National Hockey League-nek California Seals néven. Még abban az évben átkeresztelte magát Oakland Sealsre, majd 1970-ben California Golden Sealsre. A Golden Seals 1976-ban Clevelandbe költözött, ahol Cleveland Barons néven szerepelt, majd 1978-ban csődbement, és a csapat beolvadt a Minnesota North Starsba.
A Golden Seals bizonyos mértékig a jelenlegi San Jose Sharks elődjének tekinthető. A Golden Seals utolsó tulajdonosa George és Gordon Gund volt, és továbbra is birtokukban maradt a csapat miután Clevelandba költözött. Mikor a Cleveland Barons képtelen volt folytatni tevékenységét, egybe lett olvasztva a Minnesota North Starsszal, és az „új” North Stars a Gundék tulajdona lett. A nyolcvanas évek vége felé engedélyt kértek a ligától elköltöztetni a csapatot pénzügyi problémák miatt. A liga nem volt hajlandó elhagyni Minnesotát, ahol mély gyökere van a jégkorongnak az állam sportéletében. Közben Howard Baldwin egy új NHL csapatot akart alapítani San Francisco környékén, és a liga egy bonyolult megoldást talált. Baldwin megkapta a North Starst, Gundék pedig egy új csapatot, a San Jose Sharkst. A North Stars játékosait és szerződtetési jogait a két csapat között elosztották, majd mindkét csapat részt vett egy bővülési draftban (Expansion Draft), amelyben a többi NHL csapattól választhattak játékosokat. Így a Sharks nem volt „új” csapat olyan alapon mint például az Anaheim Ducks, hanem a Golden Sealsnek folytatása.

## Szezonok
| Szezon      | Név                     | MSz | Gy  | V   | D   | P   | ÜGSz | KGSz | B    | Eredmény                | Rájátszás                         |
| 1967–1968   | Oakland Seals           | 74  | 15  | 42  | 17  | 47  | 153  | 219  | 787  | 6. a nyugati divízióban | Nem jutott be                     |
| 1968–1969   | Oakland Seals           | 76  | 29  | 36  | 11  | 69  | 219  | 251  | 811  | 2. a nyugati divízióban | Negyeddöntőben kiesett (LA, 3-4)  |
| 1969–1970   | Oakland Seals           | 76  | 22  | 40  | 14  | 58  | 169  | 243  | 845  | 4. a nyugati divízióban | Negyeddöntőben kiesett (PIT, 0-4) |
| 1970–1971   | California Golden Seals | 78  | 20  | 53  | 5   | 45  | 199  | 320  | 937  | 7. a nyugati divízióban | nem jutott be                     |
| 1971–1972   | California Golden Seals | 78  | 21  | 39  | 18  | 60  | 216  | 288  | 1007 | 6. a nyugati divízióban | Nem jutott be                     |
| 1972–1973   | California Golden Seals | 78  | 16  | 46  | 16  | 48  | 213  | 323  | 840  | 8. a nyugati divízióban | nem jutott be                     |
| 1973–1974   | California Golden Seals | 78  | 13  | 55  | 10  | 36  | 195  | 342  | 651  | 8. a nyugati divízióban | Nem jutott be                     |
| 1974–1975   | California Golden Seals | 80  | 19  | 48  | 13  | 51  | 212  | 316  | 1101 | 4. az Adams-divízióban  | nem jutott be                     |
| 1975–1976   | California Golden Seals | 80  | 27  | 42  | 11  | 65  | 250  | 278  | 1058 | 4. az Adams-divízióban  | nem jutott be                     |
| Összesített | Kilenc szezon           | 698 | 182 | 401 | 115 | 479 | 1826 | 2580 | 8037 |                         |                                   |

## Csapatkapitányok
- Bobby Baun 1967–1968
- Ted Hampson 1968–1971
- Carol Vadnais 1971–1972
- Bert Marshall 1972–1973
- nem volt kapitány, 1973–1974
- Joey Johnston 1974–1975
- Jim Neilson és Bob Stewart 1975–1976

## Első körös draftok
- 1967: Ken Hicks (3. helyen)
- 1968: nem draftolt
- 1969: Tony Featherstone (7. helyen)
- 1970: Chris Oddleifson (10. helyen)
- 1971: nem draftolt
- 1972: nem draftolt
- 1973: nem draftolt
- 1974: Rick Hampton (3. helyen)
- 1975: Ralph Klassen (3. helyen)

## Játékos rekordok
- Legtöbb gól a szezonban: Dennis Maruk, 36 (1977–1978)
- Legtöbb assziszt a szezonban: Dennis Maruk, 50 (1976–1977)
- Legtöbb pont a szezonban: Dennis Maruk, 78 (1976–1977)
- Legtöbb győzelem a szezonban (kapus): Gary Smith, 21 (1968–1969)